# Marlesreuth
Marlesreuth ist ein Gemeindeteil der Stadt Naila im oberfränkischen Landkreis Hof in Bayern. Die Gemarkung Marlesreuth hat eine Fläche von 6,847 km². Sie ist in 1208 Flurstücke aufgeteilt, die eine durchschnittliche Flurstücksfläche von 5668,22 m² haben. In ihr liegen neben dem namensgebenden Ort die Gemeindeteile Bärenhaus, Garles, Molkenbrunn und Nestelreuth.

## Geografie
Das Pfarrdorf liegt auf einem Höhenzug des Frankenwaldes und ist von Acker- und Grünland umgeben. Die Staatsstraße 2158 führt an Molkenbrunn vorbei zur Bundesstraße 173 bei Naila (2,5 km nördlich) bzw. nach Döbra zur Staatsstraße 2194 (3 km südwestlich). Die Kreisstraße HO 33 führt nach Selbitz zur Staatsstraße 2195 (4 km nordöstlich). Eine Gemeindeverbindungsstraße führt nach Haidengrün (1,5 km südlich). Auf dem Weg nach Selbitz ist das Naturdenkmal Kapfender Stein.

## Geschichte
Marlesreuth wurde als Rundling angelegt, was noch in der Bayerischen Uraufnahme gut erkennbar ist. Am 18. März 1362 wurde der Ort als „Marcksreut“ erwähnt. Das Bestimmungswort des Ortsnamens ist mhd. mark für ‚Grenze‘, das Grundwort -reuth; d. h. der Ort war eine an einer Grenze liegende Rodungssiedlung. Marlesreuth war lange Zeit ein Allod der Herren von Wildenstein.
Zur Realgemeinde Marlesreuth gehörten Bärenhaus, Garles, Molkenbrunn und Nestelreuth. Gegen Ende des 18. Jahrhunderts bestand Marlesreuth aus 77 Anwesen, zwei Schlössern und einer Kirche. Die Hochgerichtsbarkeit nördlich der Straße von Döbra nach Selbitz hatte das bayreuthische Vogteiamt Naila, südlich dieser Straße das bayreuthische Vogteiamt Schauenstein. Das Hochgericht wurde auch von bambergischen Centamt Enchenreuth beansprucht. Die Dorf- und Gemeindeherrschaft hatte das Vogteiamt Naila; sie wurde aber auch vom Rittergut Marlesreuth beansprucht. Grundherren waren
- das Rittergut Marlesreuth: Oberes Schloss: 9 Güter, 17 Tropfhäuser, 1 halbes Tropfhaus; Unteres Schloss: 14 Halbhöfe, 2 Gütlein, 4 Häuser, 1 halbes Haus, 1 Drittelhof, 1 Schenke, 10 Tropfhäuser, 1 halbes Tropfhaus, 1 Hirten- und Schulhaus;
- das Kastenamt Hof: 1 Gütlein;
- die bambergische Amtsverwaltung Nestelreuth: 9 Häuser, 3 Tropfhäuser, 2 halbe Tropfhäuser.[8][9]

Von 1797 bis 1810 unterstand Marlesreuth dem Justiz- und Kammeramt Naila. Infolge des Ersten Gemeindeedikts wurde Marlesreuth dem 1812 gebildeten Steuerdistrikt Culmitz zugewiesen. Zugleich entstand die Ruralgemeinde Marlesreuth mit den Orten Bärenhaus, Garles, Molkenbrunn und Nestelreuth. Sie war in Verwaltung und Gerichtsbarkeit dem Landgericht Naila zugeordnet und in der Finanzverwaltung dem Rentamt Lichtenberg (1919 in Finanzamt Lichtenberg umbenannt, seit 1955 Finanzamt Naila). Ab 1862 gehörte Marlesreuth zum Bezirksamt Naila (1939 in Landkreis Naila umbenannt). Die Gerichtsbarkeit blieb beim Landgericht Naila (1879 in Amtsgericht Naila umgewandelt). 1964 hatte die Gemeinde eine Gebietsfläche von 6,859 km². Im Zuge der Gebietsreform in Bayern wurde die Gemeinde am 1. Mai 1978 nach Naila eingemeindet.

### Baudenkmäler
- Johann-Thomas-Munzert-Straße 5: Simon-und-Judas-Kirche Marlesreuth[14]
- Nailaer Straße 19: Ehemaliges Weberhaus[14]
- Steinkreuz[14]

ehemalige Baudenkmäler
- Haus Nr. 20/21: Zwei aneinandergebaute Satteldachhäuser („zwei halbe Trüpfhäuslein“), eingeschossig, verputzt massiv; Anfang des 19. Jahrhunderts, mit älterem Kern.[15]
- Haus Nr. 39: Zweigeschossiges Wohnstallhaus des späten 18. oder frühes 19. Jahrhundert, zwei zu sieben Achsen, mit Satteldach; Erdgeschoss verputzt massiv, Obergeschosses verputztes Fachwerk.[15]
- Haus Nr. 44: Frackdachhaus, vermutlich der zweiten Hölfte des 18. Jahrhunderts, zwei zu drei Achsen; Erdgeschoss verputzt massiv, Obergeschoss verbrettertes Ständerwerk, Giebel mit geteilter Schalung.[15]

### Einwohnerentwicklung
Gemeinde Marlesreuth
| Jahr      | 1819   | 1840   | 1852   | 1855   | 1861   | 1867   | 1871   | 1875   | 1880   | 1885   | 1890   | 1895   | 1900   | 1905   | 1910   | 1919   | 1925   | 1933   | 1939   | 1946   | 1950   | 1952   | 1961   | 1970   |
| Einwohner | 501    | 798    | 795    | 807    | 851    | 858    | 880    | 878    | 866    | 881    | 800    | 769    | 760    | 763    | 780    | 706    | 744    | 799    | 862    | 1007   | 1094   | 1082   | 950    | 883    |
| Häuser    |        |        |        |        |        |        | 119    |        |        | 121    | 119    |        | 124    |        |        |        | 133    |        |        |        | 158    |        | 183    |        |
| Quelle    | [ 10 ] | [ 17 ] | [ 17 ] | [ 17 ] | [ 18 ] | [ 19 ] | [ 20 ] | [ 21 ] | [ 22 ] | [ 23 ] | [ 24 ] | [ 17 ] | [ 25 ] | [ 17 ] | [ 26 ] | [ 17 ] | [ 27 ] | [ 17 ] | [ 17 ] | [ 17 ] | [ 28 ] | [ 17 ] | [ 11 ] | [ 29 ] |

Ort Marlesreuth
| Jahr      | 001799 | 001819 | 001861 | 001871 | 001885 | 001900 | 001925 | 001950 | 001961 | 001970 | 001987 | 002000 |
| Einwohner | 268    | *461   | 777    | 800    | 772    | 674    | 672    | 1010   | 880    | 838    | 731    | 827    |
| Häuser    | 55     |        |        |        | 111    | 110    | 121    | 145    | 169    |        | 224    |        |
| Quelle    | [ 30 ] | [ 10 ] | [ 18 ] | [ 20 ] | [ 23 ] | [ 25 ] | [ 27 ] | [ 28 ] | [ 11 ] | [ 29 ] | [ 31 ] | [ 1 ]  |

## Religion
Marlesreuth ist seit der Reformation evangelisch-lutherisch geprägt und Sitz der Kirchengemeinde St. Simon und Judas, die ursprünglich eine Filiale von Selbitz war.

## Verkehr
Von 1910 bis 1973 war Marlesreuth über die Strecke Naila–Schwarzenbach an das Eisenbahnnetz angeschlossen. Die Verbindung wurde 1994 stillgelegt und danach abgebaut, abschnittsweise wurde dort ein Bahntrassenradweg errichtet.

## Persönlichkeiten
- Peter Elsner (1956–2022), Ingenieur